# Шперргебіт (національний парк)
Шперргебіт (відомий також як Diamond Area 1; нім. Sperrgebiet) — національний парк i територія видобування діамантів у південно-західній Намібії у пустелі Наміб.
Назва парку Шперґебіт походить з німецької мови і означає «заборонена зона».
Шперргебіт простягається вздовж берегу Атлантичного океану, від Ораніємунда на кордоні з ПАР, закінчується бл. 72 км на північ від міста Людеріц, загальна протяжність парку становить 320 км, ширина прибл. 100 км. Площа території 26 000 км², що становить 3 % загальної площі Намібії, однак, діаманти видобувають лише на площі 5 % Шперргебіт, інші простори є лише буферною зоною. До 2010 р. заборонявся доступ до переважної більшості території, хоча національний парк було утворено ще в 2004 році.

## Історія
У вересні 1908 року німецький уряд утворив «Шперргебіт» (заборонену зону) на території своєї колонії. Було надано виключне право на проведення гірничих робіт фірмі Deutsche Diamantengesellschaft (німецька діамантова фірма). В 1915 році, під час I світової війни, війська ПАР захопили територію німецької колонії. ПАР перемогла німців, встановила контроль над Намібією і над Шперргебітом. Власниця копальні фірма De Beers, зберігала цілковитий контроль над Шперргебітом аж до 1990 року, коли уряд Намібії викупив 50 % акцій, утворивши спільне підтриємство, відоме під назвою Namdeb Diamond Corporation.

## Флора i фауна
Природа Шперргебіту різноманітна, добре збереглася завдяки незначному втручанню людини. 40 % крайобразу становить пустеля, 30 % — обшари зелені, a 30 % — скелі. Найвищий пункт Шперргебіту лежить на висоті 1488 м н.p.м.
Зареєстровано бл. 776 видів рослин, з чого 234 ендемічних, і це враховуючи те, що річка Оранжева є єдиним сталим джерелом води для всєї округи.
Наукові дослідження показують, що зміни клімату значно вплинуть на життя рослин на цій території, зокрема на сукуленти. Сухіші зими можуть призвести до загибелі багато видів рослин, характерних для Шперргебіту.

## Ресурси Інтернету
- Вікісховище має мультимедійні дані за темою: Шперргебіт (національний парк)
- Національний парк Шперргебіт
- Sperrgebiet National Park Visitor's Information Materials; Christian Goltz
- Offizielle Broschüre zum Park
- Diamantensperrgebiet auf afrika-reisefuehrer.de
- Fotos aus dem Diamanten-Sperrgebiet
- Namibia Declares Sperrgebiet As National Park CEPF NEWS Juni 2004
- Government Gazette 2008 (PDF-Datei; 1,35 MB)
- wiss. Abhandlung zur Karte des Sperrgebietes; Jana Moser: Mapping the Namib Desert II: Sperrgebietskarte 1913 (PDF-Datei; 647 kB)